# Horse Stories
Horse Stories ist ein im Jahr 2001 gegründetes Musikprojekt, dessen Besetzung variiert. Ins Leben gerufen wurde es vom australischen Musiker Toby Burke, der neben dem Hauptprojekt 'Horse Stories' auch andere Solo-Projekte verfolgt.
Die Band veröffentlichte bisher drei Studioalben und eine Maxi-LP. Das Debütalbum Travelling Mercies (for troubled Paths), das im Jahr 2001 zunächst im Eigenvertrieb und 2002 auf dem Independent-Label 'Loose Music' erschien, wurde vom Musikmagazin Rolling Stone exzellent bewertet. Das Fazit des Magazins: „Nach diesen zehn Songs lechzt man einfach nach mehr.“
Der musikalische Stil der Band hat sich auch bei den beiden Nachfolge-Alben One Hundred Waves (2003) und Everyone's a Photographer (2005) nicht verändert: Die Stücke sind durchwegs im Midtempo, harmonisch und mit zwei akustischen Gitarren, Schlagzeug und Mundharmonika (ohne Bassgitarre) eingespielt. Beide Platten erhielten wohlwollende Kritiken etwa von UNCUT, Mojo und New Musical Express. Nach dem jüngsten Album wurde Toby Burke vom Rolling Stone unter die „songwriters to watch“ im Jahr 2006 eingereiht.
Als prägendstes musikalisches Vorbild nannte Burke stets Paul Kelly. Der Stil von Burkes Musik wird mit jenem von Elliott Smith, Roddy Frame oder Jeff Buckley verglichen.

## Diskographie
- Everyone's a Photographer (Album) - nonzero/Schock (2005) - Loose Music (2006)
- One Hundred Waves (Album) - Loose Music (2003) - nonzero/Schock (2004)
- Amber Lights (Maxi-LP) - Independent (2002)
- Travelling Mercies (for troubled Paths) (Album) - Independent (2001) - Loose Music (2002)